# دیر سلمان
دیر سلمان (به عربی: دير سلمان) یک روستا در سوریه است که در النشابیه واقع شده‌است.
 دیر سلمان  ۶٬۲۲۷ نفر جمعیت دارد.